# قائمة مصطلحات الكيمياء

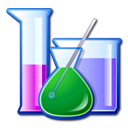

هذه المقالة عبارة عن مسرد لمصطلحات علم الكيمياء. وهي بعض من العبارات الأكثر شيوعًا في الكيمياء وتعريفها.

## أ
- احتباس: ظاهرة امتصاص الأجسام الصلبة للغازات، مثل: احتباس البلاديوم للإيدروجين.
- إحلال: استبدال ذرة أو مجمعة بذرة أو مجموعة أخرى مثل إحلال الكلور محل ايدروجين غاز الميثان لتكوين مركبات إحلالية.
- أحماض الاستخلاص: الأحماض المستعملة في عملية الاستخلاص.
- أحماض الريزورسيليك: مجموعة أحماض الثنائي ايدروكسي حمض البنزويك ويوجد منه ثلاثة أنواع متشاكلة.
- اختبار راينش: اختبار يستخدم في الكشف عن بعض المعادن السامة وخاصة الزرنيخ.
- اختزال: عملية في مادة ما ينتج عنها إنقاص الأكسجين أو زيادة الهيدروجين، وعملية في مادة ما يحدث عنها زيادة الشحنة السالبة أو نقص الشحنة الموجبة.
- استخلاص: عملية فصل الفضم من الذهب باستعمال حمض النيتريك.
- استخلاص الدهن: عملية فصل المواد الدهنية من الأنسجة الحيوانية بالتسخين ببخار الماء فيطفو الدهن ويسحب من أنابيب جانبية وترسب الشوائب في القاع.
- إستر: مركب عضوي يتكون من اتحاد الكحول بحامض مع انفصال الماء مثل خلات الإيثيل.
- استرداد: عملية استخلاص المواد من خاماتها أو مركباتها أو من مخلفات تحتويها مثل عملية استرداد الفضة من بقايا الأشرطة الفوتوغرافية.
- أسفلت: أحد المنتجات الثقيلة التي تتخلف عن تقطير البترول الخام وهو جسم صلب في درجة الحرارة المعتادة ولونه أسود.
- أشابه: أشابه تتركب من 30% نيكل، 70% ألومنيوم وتستعمل لاختزال النترات وتحويلها إلى نشادر.
- أكتنيوم: فلز مشع وزنه الذري 227 وعدده الذري 89.
- إعادة الكربنة: عملية تعويض نقص الكربون في الصلب للاحتفاظ بنسبة معينة من الكربون فيه.
- أكتينومتر: جهاز لقياس كمية الأشعة الأكتينية بمقدار ماتحدثه من تفاعل في التفاعلات الكيماوية.
- أكسيد ربعي: أكسيد فلز ثنائي التكافؤ.
- إطفاء الحديد: عملية تبريد الحديد بغمره في سائل.
- القرفة: لحاء مجفف لنوع خاص من الشجر يجمعها جنس السنامومم ويصنع منه شراب القرفة.
- إلكترون: دقيقة أولية ذات شحنة سالبة مقدارها هو أصغر مقدار يوجد من الكهرباء، وكتلتها تساوي بالتقريب جزءًا من ثمان مئة وألف جزء من كتلة أصغر ذرة موجودة وهي ذرة الإيدروجين.
- أمينات راتينجية: مواد قاعدية صلبة تستخلص من قطران الفحم الحجري في درجة حرارة منخفضة ولها خاصية الراتينجات إذ تتحول بالانصهار إلى مادة شفافة صلبة كالزجاج، ولاذوب في الماء.
- أنزيم: حافز عضوي معقد التركيب تكونه الخلايا الحية، له تأثير نوعي في إحداث تغييرات كيميائية.
- ألومنيوم: عنصر فلزي فضي اللون خفيف الوزن كثافته النوعية 2.7 قابل للطرق والسحب وزنه الذري 26.97 وعدده الذري 13 ويستعمل في تحضير الأشابات الخفيفة التي تستعمل في بناء هياكل الطائرات وفي صناعة أواني الطبخ ونحوها.
- امتزاز: قدرة مادة ما (المازّة) على تركيز غاز أو سائل أو مادة مذابة (الممتزة) أو الاحتفاظ بها على سطحها.
- امتزاز نشط: هو الامتزاز الذي تزداد قدرته بوسائل طبيعية أو كيماوية.
- امتصاص: ظاهرة تغلغل منتظم لسائل أو غاز خلال جسم صلب.
- ايسوميرية ضوئية: حالة تتشابه فيها مادتان في الخواص الطبيعية والكيماوية، وتختلفان في تأثير محاليلهما في الضوء المستقطب فتميل إحداهما مستوى الاستقطاب إلى اليمين والأخرى إلى اليسار.

## ب
- بروتون: أحد الجسيمات الأساسية التي تدخل في تركيب نواة الذرة وشحنته موجبة وكتلته تساوي تقريبًا كتلة ذرة الأيدروجين.

## ت
- تأكسد واختزال - ريدوكس: عملية يقاس فيها الجهد الكهربائي لسائل مؤكسد أو مختزل.
- تحدير: إمرار مخلوط مادتين فوق سطح منحدر لفصلهما.
  - تحليل كمي: الكشف عن النسبة المئوية لمكونات مادة ما.
- تحليل كيفي: الكشف عن وجود مكونات مادة ما دون تحديد كميتها.
- تخلخل - مخلخل: حالة يكون فيها ضغط الغاز أقل من الضغط الجوي.
- تربيع: طريقة أخذ عينات من الفحم الحجري بتقسيم كومة منه إلى أربعة أقسام متساوية ثم مزج كل جزأين متقابلين وإعادة تقسيمها إلى أربعة أقسام متساوية وهكذا حتى نحصل على عينة ممثلة للخامة.
- تشاكل: حالة توصف بها المواد التي تتشابه بلوراتها ولها خواص أخرى مشتركة.
- تشرّب: امتصاص مادة صلبة لسائل.
- تعويق: عملية تبطئ سرعة التفاعل باستعمال معوق وهو حافز سلبي.
- تفاعل ريمر: تفاعل كيماوي يستخدم في تحضير الألدهيدات الفينولية بتأثير الكلوروفورم في الفينولات في محلول قلوي.
- تكتيل الجليد: عملية تحويل القطع الصغيرة من الثلج إلى كتلة متجمدة.
- تكرير التسامي: عملية تنقية مادة صلبة بتحويلها إلى غاز يتكاثف إلى مادة صلبة.
- تكرير – تصفية : إعادة تقطير سائل بقصد التنقية.
- تمزز: ظاهرة تجمع بين ظاهرتي الامتصاص والامتزاز.
- تنافر: عكس التجاذب وهو ميل جسمين ليبتعد أحدهما عن الآخر.
- تخليق دي نوفو

## ث
- ثفل: المادة المتخلفة من عصير الثمار أو ماشابهها.

## ج
- جهاز اختزال: جهاز تجري به عملية الاختزال.
- جير حي: هو أكسيد الكالسيوم.
- جير نيتروي – نيتروليم: اسم تجاري للمادة الناتجة من إمرار النيتروجين فوق كربيد الكالسيوم المسخن بين أقطاب من الكربون في درجة 1100م وهي مخلوط من سياناميد الكالسيوم والكربون.

## ح
- حبة (في الصيدلية): مستحضر طبي في شكل كروي أو بيضي صغير للبلع.
- حبيبة الدواء: الدواء الذي يتناول عن طريق الاستحلاب ببطء.
- حفز حمضي: ظاهرة الحفز الذي ينتجها أيون الإيدروجين مثل تحويل السكروز إلى جلوكوز وفركتوز.
- حفز قاعدي: هو الحفز الذي يحدثه أيون الإيدروكسيد.
- حمض الرابنيك: حامض غير مشبع أحادي القاعدية وهو متشاكل مع حامض الأولييك.
- حمض الرامجنيك: حمض ينتج من فطر البنسيليوم الشارليسي.
- حمض سلفونيك البنزين: هو مركب متميع صلب عديم اللون يحضر بتسخين البنزين مع حمض الكبريتيك المركز.
- حمض سلفونيك الكافور: المادة الناشئة من معالجة الكافور بحمض الكبريتيك المركز في ظروف خاصة.
- حمض الكواسيك: جلوكوسيد يستخلص من خشب الكواشيا.

## خ
- خراطة نحاس: سقاطة النحاس التي تنتج من خرطه.
- خلات – أسيسات: أملاح حامض الخليك (الأسيتيك) واستراته.
- خماسي التكافؤ: صفة للعنصر الذي تكافؤه يساوي خمسة.

## ر
- رابطة زوجية: وتعني اشتراك زوجين من الإلكترونات.
- راتينجاني: هو مايشبه الرايتنج في خواصه الطبيعية ويخالفه في أنه عند تسخينه ينصهر ويتجمد بالتبريد ولاينصهر ثانية إذا أعيد تسخينه.
- رادل هيماتيت: اسم يطلق على الهيماتيت الأحمر وهو أشهر خامات الحديد.
- رَاسَم: تحويل مركب ذو نشاط ضوئي إلى مركب عديم النشاط.
- راسوريت: نوع من بورات الصوديوم المموهة الموجودة طبيعيًا في كالفورنيا.
- راسيم - راسيمي: مركب عديم لنشاط الضوئي يتركب من كميتين متساويتين من المركب اليميني واليساري.
- راسيمات: ملح حمض راسيمي عادة حمض الطرطريك الراسيمي.
- رافيا: أحد الألياف السيليولوزية يؤخذ من نخيل ينمو في مدغشقر وتستعمل في عمل السلال والحصر.
- رافيناز: أنزيم يحلل سكر الرافينوز تحليلا مائيا.
- راولفين: قلواني يستخرج من لحاء شجرة الراولفيا.
- رتنجة: عملية تأكسد أو بلمرة تتحول فيها المواد إلى مركبات راتينجية صلبة كما في الزيوت الطيارة أو هي عملية تكثف تتحول بها المواد إلى مركبات تشبه الراتينج.
- رهج الغاز: خام كبريتيد الزرنيخ الأحمر.
- ريتامين: قلواني يوجد على شكل بلورات ابرية طويلة ينصهر في درجة 162 م ولا يذوب في الماء.
- ريدكتاز: نوع من الأ، زيم المختزل.
- ريديوسين: نوع من اللوكومين وهي مواد قلوانية توجد طبيعيًا في الأ، سجة الحيوانية وهو قلواين مشتق من اليورو كروم.
- ريزو فلافين: صبغة صفراء اللون من مشتقات الريزورسين.
- ريزوبال: أحد الراتينجات الصناعية ويستعمل عادة في صناعة المحولات الكهربائية.
- ريزوبيرين: مركب عضوي من مشتقات الريزورسين والأنتيبيرين، على هيئة بلورات منشورية ويستعمل طبيا معرِقا.
- ريزورسيتول 1: 4 هيكسانول حلقي وهي مجموعة ثنائية الكحول لها هيئة بلورية عديمة اللون.
- ريزورسيلات: ملح أحد أحماض الريزورسيليك.
- ريزورسين: مرادف للريزورسينول مركب عضوي فينولي.
- ريزورفين: مركب عضوي حلقي غير متجانس، يستعمل في الكشف عن الهالوجينات.
- ريزوسيانين: مركب ينصهر عند 185 متبلور عديم اللون وهو أحد مشتقات الكومارين يستعمل في صناعة العطور.
- ريساسيتوفينون: ثنائي ايدروكسيل أسيتوفينون، مركب عضوي يوجد في شكل بلورات ابرية تنصهر في درجة حرارة 147م.
- ريسالجين: مركب عضوي وهو مسحوق عديم اللون يذوب في الماء والكحول والأثير ويستعمل مطهر للأمعاء.
- ريسالدول: مركب عضوي يكون مسحوق أصفر غير متبلور، يذوب في القلويات ولا يذوب في الماء ويستعمل مطهر للأمعاء.
- ريسول: مركب يتكون بتكثيف الفينول مع مادة ألدهيدية في وجود عامل حافز ومادة قلوية مثل البكاليت.
- ريكتوريت: معدن أبيض، يشبه الكالونيت، يتكون من سيليكات الألومنيوم.
- ريولاندا: نوع من ريون الفيسكوز المعالج كيماويا لجعله قابلًا للصبغ بالأصباغ الحمضية.
- ريون: الألياف الصناعية المحضرة من السيليولوز لتمييزها من الحرير الطبيعي.

## ز
- زئبق: عنصر فلزي سائل في درجات الحرارة المعتادة وزنه الذري 61ر 200 وعدده الذري 80.
- زنخ: صفة للزيت أو الدهن الذي تحلل جزئيا من فعل البكتيريا أو الأنزيمات وأصبح متغير الطعم والرائحة وغير صالح للأكل.

## ذ
- ذرة مرتدة: ذرة المادة الراديوية عند ارتدادها على أثر قذفها لجسيمات ألفا.

## س
- سينجا: جذر نبات «البوليجالا سنجا».

## ش
- شق – أساس: مجموعة من الذرات ذات وجود جماعي تنتقل في أثناء التفاعلات الكيماوية كمجموعة وليس لها وجود استقلالي ثابت خارج المركبات الكيماوية.

## ط
- طفور السائل: غليان السائل غير المنتظم إذ يحدث أحيانا أن يسخن السائل فوق درجة غليانه فلا يغلى، ثم يحدث له أن يغلى محدثا صوتا كأنما يشب البخار من جوف السائل.

## ع
- عامل مختزل: مادة ما سهلة التأكسد تفقد إلكترونات التكافؤ بسهولة.
- عدد «ردوود»: وحدة تستخدم لقياس اللزوجة باستعمال جهاز «ردوود».

## غ
- غازات نادرة - غازات خاملة.

## ف
- فلز قلوي: هو من المعادن المجموعة 1 على الجدول الدوري.
- فيسكوز: السائل الناتج من إذابة زنثات السيليولوز في محلول مخفف من الصودا الكاوية وتحضر زنثات الصوديوم من تأثير كبريتيد الكربون على السيليولوز الصوديومي.

## ق
قابل: وصف للذرة أو الجزئ الذي يتقبل إلكترونات من ذرة أو جزئ لتكوين آصرة بينهما.

## ك
- كحول مكرر: كحول معاد تقطيره يحتوي على حوالي 95% من الكحول.
- كريم الطرطر: هو طرطيرات البوتاسيوم الإيدروجينية.
- كوار تسيت – كوار تزيت: صخر أبيض أو أصفر من كوارتس.
- كوارت: مقياس انجلزي لحجم السوائل يستعمل في إنجلترا وأمريكا وهو يساوي ربع الجالون.
- كواسين: المادة الفعالة المرة في خشب الكواشيا الجمايكي وهي على هيئة بلورات عديمة اللون وتنصهر في درجة 210 م وتستعمل مقويًا.
- كواسويد: مجموعة المواد المرة المستخلصة من الكواشيا وتستعمل طبيا لخفض درحة الحرارة ومشهية للطعام.
- كواشيا – خشب المر: هو الخشب المجفف لشجر الكواشيا أمارا ويستعمل طبيًا.
- كولايا: لحاء شجر الكولايا يحتوي على الصابونين يستعمل لإحداث رغوة في المشروبات وتستحلب به الزيوت.
- كويبراشو: نوع من الشجر يحوي لحاؤه مواد دوائية مقوية ونافعة للربو.
- كيبراشمين: قلواني يستخلص من الكويبراشو وهو بلورات عديمة اللون تنصهر في 142 م وتذوب في الكحول والأثير ولاتذوب في الماء.
- كيبرامثين: قلواني يستخلص من لحاء الكويبراشو وهي بلورات عديمة اللون مصفرة قليلًا تنصر في درجة 214م.

## ل
- لاصقة: مستحضر طبي لاصق يوضع على سطح الجسم.

## م
- ماص: الجسم الصلب القابل لتغلغل سائل أو غاز داخله.
- مانح: وصف للذرة أو الجزئ الذي يمنح ذرة أخرى أو جزئ آخر إلكترونات لتكوين آصرة بينهما.
- مجدد القوة: عامل يساعد على التقوية وتجديد النشاط الجسماني بعد المرض.
- محجر – مقلع: مكان تستخرج منه الأحجار.
- مدار: مسار الإلكترونات حول النواة في الذرة.
- مدار ذري: هي المنطقة حيث توجد إلكترونات الذرّة.
- مراسمة: العملية الدالة على الفعل اللاحق.
- مروخ: مستحضر طبي سائل يستخدم من الظاهر.
- مشعاع: جهاز يصدر إشعاعا حراريا من داخله إلى الخارج مثل الأنابيب التي يمر فيها الماء الساخن في الحجرات فيدفئها ومجموعة الأنابيب التي يمر فيها الماء الساخن الصادر من محرك السيارة ليبردها.
- مصيص: دواء يصنع على شكل حبات صغيرة .
- ممصوص: هو الجسم الذي يتغلغل داخل الجسم الصلب.[1]
- مكرِر: جهاز يستعمل في عملية تكرير الكحول.
- منتجات كيميائية: المواد الناتجة من تفاعل ما.

## ن
- نيوترون: الجسم المتعادل الشحنة الذي يدخل في تركيب نواة الذرة عدا نواة الإيدروجين وكتلته تساوي تقريبًا كتلة ذرة الإيدروجين.